# Libějice
Libějice là một làng thuộc huyện Tábor, vùng Jihočeský, Cộng hòa Séc.